# Michael Ngoo
Michael Ayodeji D. Ngoo (Londen, 23 oktober 1992) is een Engelse voetballer die als aanvaller speelt. Ngoo, die Nigeriaanse en Kameroense roots heeft, is een jeugdproduct van Liverpool FC.

## Biografie
Ngoo debuteerde op 26 januari 2013 voor Hearts FC in de uitwedstrijd (op neutraal terrein, namelijk Easter Road) tegen Inverness Caledonian Thistle voor de Scottish League Cup. De wedstrijd werd met 1-1 gelijkgespeeld, maar Hearts nam de penalty's beter. Daardoor ging Hearts door naar de finale.
Na zijn passage bij Kilmarnock zat Ngoo meer dan een jaar zonder club. Pas in november 2016 tekende hij een contract bij Bromley FC, een club uit de National League, het vijfde niveau van het Engels voetbalsysteem. Voor deze club speelde hij evenwel slechts één wedstrijd. Enkele maanden later trok hij naar Oldham Athletic FC, dat twee niveaus hoger in de League One speelde. Daar kwam hij in dertien wedstrijden niet tot scoren, waarop zijn contract op het einde van het seizoen niet verlengd werd.
Hij speelde van september 2017 tot medio 2020 voor de Albanese KF Tirana. In 2018 werd hij direct kampioen in de Kategoria e Parë met zijn club en promoveerde naar de Kategoria Superiore. In het seizoen 2019/20 werd hij met Tirana Albanees landskampioen. Vanaf begin 2021 speelt hij op Cyprus voor Enosis Neon Paralimni.